# Les Contes de ma mère l'Oye
Les Contes de ma mère l'Oye sont un recueil de huit contes de fées de Charles Perrault paru le 11 janvier 1697, sous le titre Histoires ou contes du temps passé, avec des moralités, avec cet autre titre au dos : Contes de ma mère l'Oye. L'œuvre est devenue un classique de la littérature enfantine, occultant tout le reste de la production littéraire de son auteur.

## Présentation

### Origine

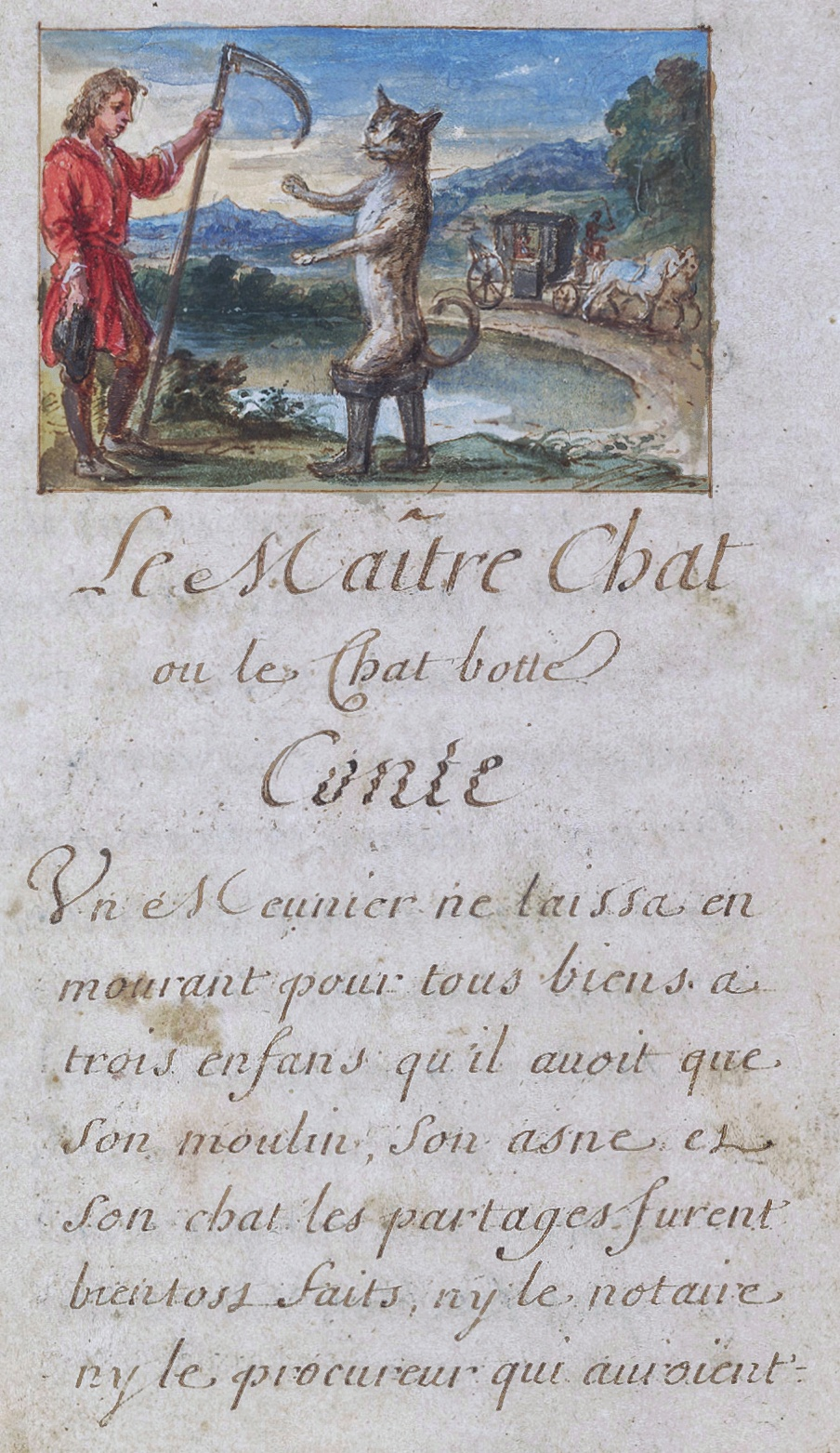
Le Chat botté, page manuscrite et illustrée de la fin du XVIIe siècle.

Trois ans avant la fin du XVIIe siècle, le très sérieux écrivain Charles Perrault, alors âgé de soixante-neuf ans et adversaire de La Fontaine, Nicolas Boileau et La Bruyère dans la querelle des Anciens et des Modernes, fait paraître la première édition du recueil sous le nom de son troisième fils, Pierre Darmancour. Cette première édition comprend huit contes en prose, auxquels il faut ajouter une nouvelle et deux contes en vers, parus antérieurement.
Les Contes de ma mère l'Oye paraissent à une époque où, de façon éphémère, le genre des contes de fées est en vogue chez les adultes des milieux bourgeois et aristocratiques. Mais paradoxalement, aucune œuvre de ce genre n'existe pour les enfants. Seul un fonds de récits est colporté oralement par les nourrices et les bonnes d'enfants venues de la campagne pour travailler dans les villes.
L'auteur n'« invente » donc pas à proprement parler les contes qu'il écrit, mais s'inspire de ces contes populaires et peut-être aussi du Pentamerone, recueil de l'Italien Giambattista Basile : il en sélectionne une infime partie et les transforme largement. Ma mère l'Oye est, quant à elle, un personnage fictif populaire, incarnant une campagnarde de qui viendraient ces contes. Perrault serait ainsi l'un des premiers collecteurs mais comme il ne cite pas ses sources, on ne peut le considérer comme tel. Il est aussi un des premiers, sinon le premier, à édulcorer les contes populaires, dont les versions d'origine sont bien plus crues.

### Oubli et succès
Les contes rencontrent dès leur parution la faveur du public, avec pour conséquence une deuxième édition lancée par Barbin la même année 1697, de nombreuses contrefaçons hollandaises inondant le marché et surtout, la prolifération de récits et de recueils féeriques. Cet excès de mode finit par lasser et, quand Perrault meurt en 1703, les fées délaissées laissent place à l'orientalisme : l'année 1704 voit la parution de la traduction d'Antoine Galland des Mille et Une Nuits ; on s'entiche pour un cadre que le XVIIIe siècle adoptera pour ses romans épistolaires et ses opéras. Les grands auteurs du siècle des Lumières ignorent ainsi le Perrault des contes, en qui ils ne voient que le suppôt des superstitions dont le peuple s'abrutit.
Il faut attendre la seconde moitié du XIXe siècle pour que les contes de Perrault suscitent un nouvel enthousiasme : la mode est alors, dans les familles bourgeoises, de lire des histoires aux enfants. De splendides éditions des Contes de Perrault illustrées notamment par Gustave Doré sont alors éditées et offertes aux enfants à Noël ou comme prix de fin d'année scolaire.
Le succès ne se dément plus à partir de ce moment, et les contes sont repris sous de multiples formes : ballets, opéras puis, au XXe siècle, suite pour piano, films d'animation et longs métrages.
Les contes intéressent désormais les adultes : le psychologue Bruno Bettelheim s'attache ainsi à les analyser pour montrer ce qu'il y a d'universel en eux, alors qu'ils contiennent tous les éléments qui forment les hantises, la difficulté des rapports familiaux et les peurs refoulées du psychisme de l'enfant.
Mais les interprétations psychologiques des contes sont loin d'être les seules proposées. Certains y ont vu de la morale, ce qui, dans certains cas, pourrait s'avérer douteux ou peu convaincant.
Pour les folkloristes Iona et Peter Opie, le succès des Contes de ma mère l'Oye est dû à des raisons en partie contradictoires. La grande réussite de Perrault aura été d'accepter les contes de fée tels qu'ils sont. Il ne les a jamais re-contés avec impatience ou moquerie, sans éprouver le désir de les approfondir comme histoires à tiroirs, bien qu'il ait senti utile de terminer ses contes par une morale. Perrault serait aujourd'hui reconnu comme le père du folklore s'il avait pris le temps de citer ses sources pour savoir où, quand et dans quelles circonstances il a pu obtenir ses histoires.

### Controverses sur la paternité de l'œuvre

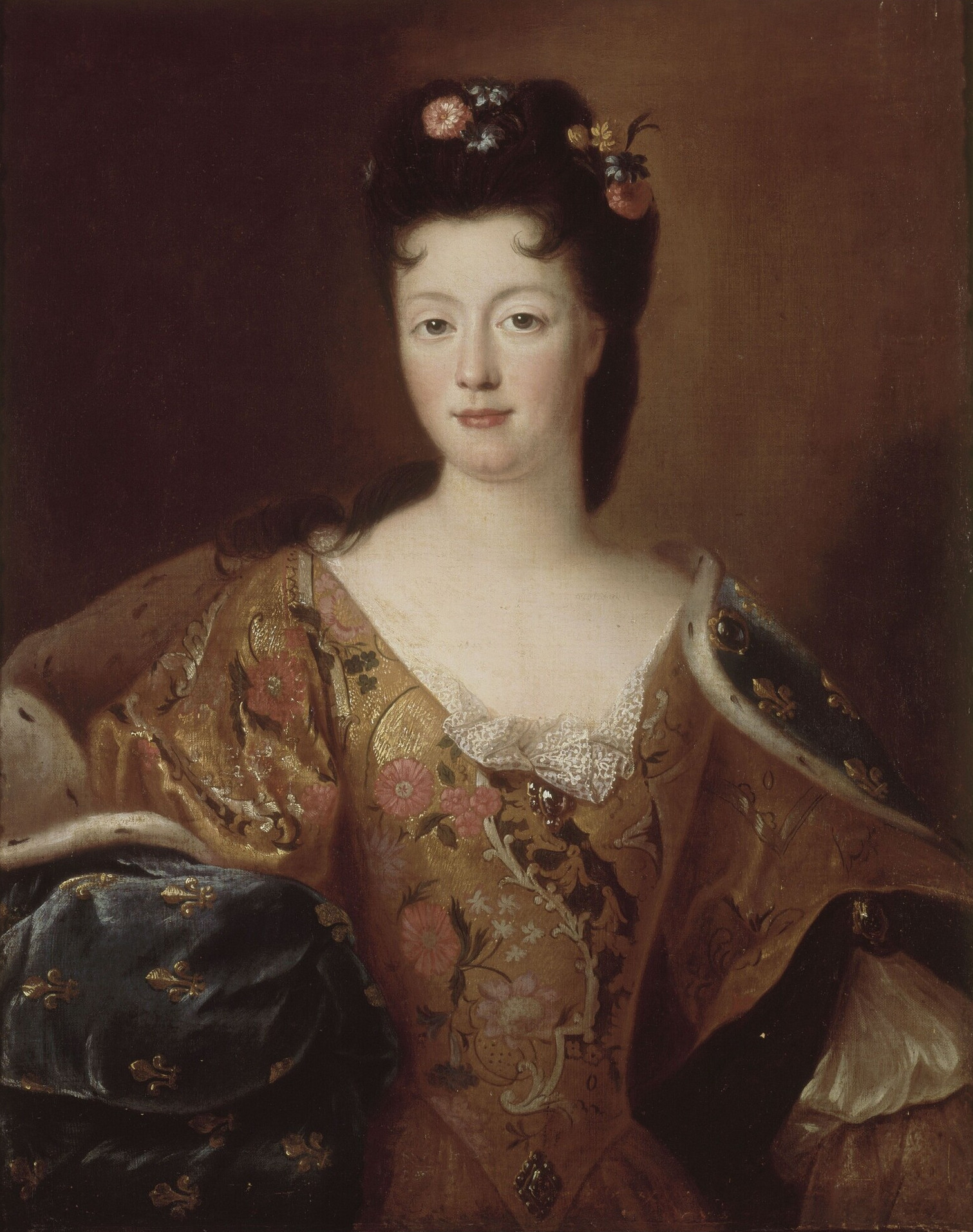
Élisabeth-Charlotte d'Orléans, dédicataire des Contes.

La paternité des Histoires ou contes du temps passé est parfois attribuée à Pierre Darmancour, le fils de Charles Perrault. La preuve principale de cette théorie réside dans l'existence d'une dédicace du recueil à la nièce du roi Louis XIV, Élisabeth-Charlotte d'Orléans, (future duchesse de Lorraine) au nom de « P. Darmancour ». La Revue des études historiques soumet deux autres preuves : le roi apporta le privilège au nom de Darmancour et une contrefaçon hollandaise des Histoires porte la mention « Par le fils de M. Perrault, de l'Académie Française ». Cette thèse est défendue dès 1699 par l'abbé de Villiers,.
Une hypothèse serait que Pierre Darmancour, alors âgé de seize ans, ait recueilli dans un cahier des contes populaires de son entourage, peut-être de son père ou de sa nourrice. Charles Perrault, soucieux de défendre une littérature moderne qui ne soit plus basée sur les histoires antiques, aurait réécrit les histoires de son fils. Charles Deulin et ensuite Charles Marty-Laveaux pensent plutôt qu'il s'agit de sujets de narration proposés par Perrault à son fils : le travail aurait été si bien réussi que le père en reprit les histoires,. Pour d'autres, et notamment l'Encyclopædia Universalis et l'encyclopédie Larousse, Perrault a simplement emprunté le nom de son fils lors de la diffusion des contes,.
Selon Iona et Peter Opie, Charles Perrault est depuis longtemps connu pour son intérêt envers les « contes de vieilles » ou « contes de la mère L'Oye ». En 1693, il publie une version versifiée des Souhaits ridicules et en 1694, Peau d'âne. De plus, deux ans avant la publication officielle de 1697, on a découvert le manuscrit illustré contenant cinq des contes d'Histoires, dont le Chat botté écrit par Perrault. Pierre Darmancour avait entre seize et dix-sept ans lors de la réalisation de ce premier manuscrit, et selon ces universitaires anglais, il ne devait probablement pas porter grand intérêt à la rédaction de contes : devenu soldat, il n'a jamais montré d'intérêt pour la littérature. Lorsqu'il mourut en 1700, sa nécrologie ne mentionnait pas de liens avec les Histoires tandis que celle de son père, qui mourut en 1703, le nommait comme le créateur de La Belle au bois dormant.

### Titres

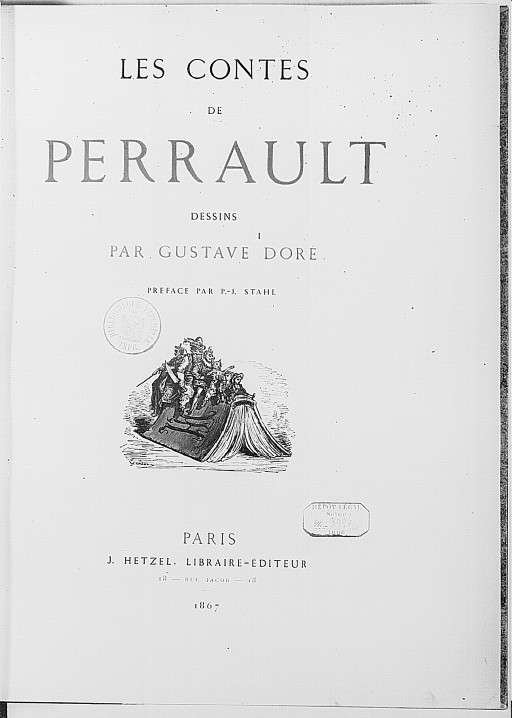
Les Contes de Perrault, dessins de G. Doré, édition 1867.

Le recueil comprend huit titres en prose :
- La Belle au bois dormant
- Le Petit Chaperon rouge
- La Barbe bleue
- Le Maître chat ou le Chat botté
- Les Fées
- Cendrillon ou la Petite Pantoufle de verre
- Riquet à la houppe
- Le Petit Poucet

Une nouvelle et deux contes en vers, bien que rédigés antérieurement, n'y sont rattachés qu'à partir de l'édition de 1781, « première édition complète ». D'ailleurs, ce n'est qu'en 1861 que « la splendide édition in-folio de Hetzel, avec illustrations de Gustave Doré », édition qui voit la disparition de Grisélidis et de Les Souhaits ridicules, la publication d'un Peau d’Âne du XVIIIe siècle qui n'est pas de la main de Perrault et la modification du texte initial avec la disparition des morales :
- La Marquise de Salusses ou la Patience de Griselidis (1691)
- Les Souhaits ridicules (1693)
- Peau d'Âne (1694)

### Chronologie
Le recueil des contes est un texte hétérogène qui ne s'est pas d'emblée présenté tel que les éditions modernes l'offrent.

#### Trois récits en vers
Une nouvelle : La Marquise de Salusses ou la Patience de Griselidis et deux contes : Les Souhaits ridicules et Peau d'Âne. Ils sont d'abord publiés séparément, tous accompagnés d'un texte préfaciel (épître dédicatoire) et signés de la main de Charles Perrault :
- La Marquise de Salusses ou la Patience de Griselidis : parution en 1691. L'histoire est lue devant l'Académie française par l'abbé Lavau et paraît ensuite dans Le Mercure Galant. Elle est précédée de deux épîtres dédicatoires : une lettre en vers à une demoiselle et une lettre en prose à un monsieur. Les destinataires ne sont pas identifiés.
- Les Souhaits ridicules : parution dans Le Mercure Galant en 1693. Le texte est préfacé par une épître dédicatoire « à Mademoiselle de la C. »
- 1694 : parution d'un recueil d'une nouvelle et de deux contes en vers signés de Perrault, contenant Peau d'Âne ainsi que l'épître dédicatoire à Monsieur qui accompagnait Griselidis.
- 1695 : nouvelle édition de la nouvelle et des deux contes en vers, augmentée d'une préface. L'ordre de présentation est modifié : Griselidis, Peau d'Âne, Les Souhaits ridicules. Cette édition est appelée la « quatrième édition ». Il y aurait donc eu une troisième édition, mais elle est perdue.

Ce corpus composé d'une nouvelle et de deux contes en vers est revendiqué par Perrault. Une nouvelle édition de Charles Perrault est sortie en 2002 avec tous les contes.

#### Deux belles princesses

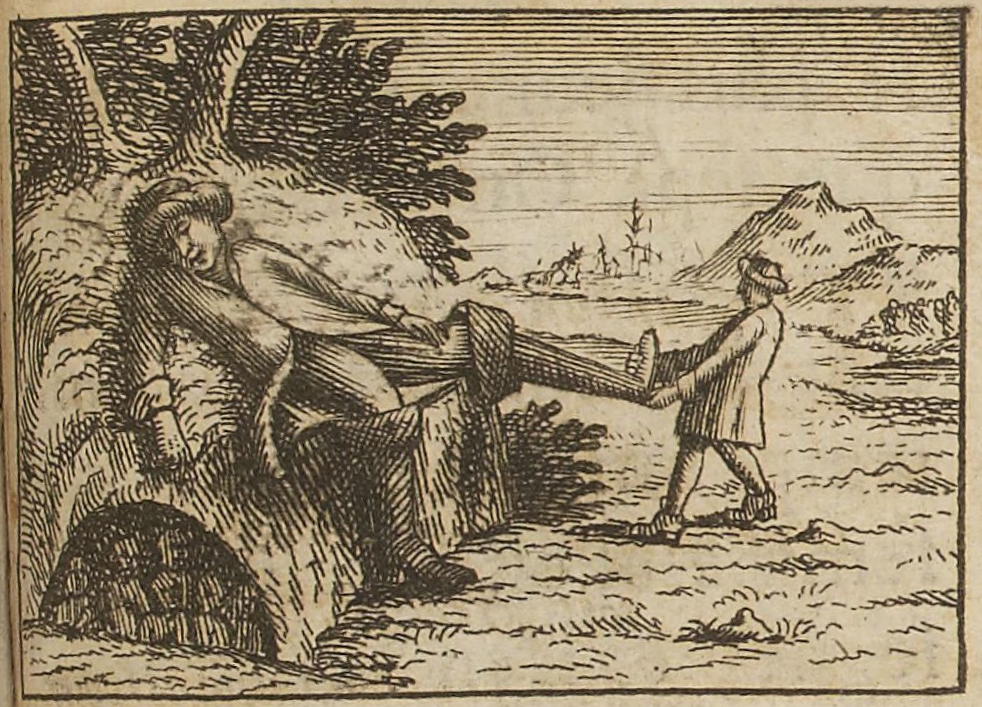
Le Petit Poucet.
Gravure d'Antoine Clouzier ornant l'édition originale des Contes de ma mère l'Oye, Paris, chez Barbin, 1697.

- 1695 : rédaction d'une copie manuscrite des Contes de ma mère l'Oye adressée à Mademoiselle. Le recueil est attribué au fils de Charles Perrault, Pierre Darmancour. Il comprend alors cinq contes en prose : La Belle au bois dormant, Le Petit Chaperon rouge, La Barbe bleue, Le Maître chat ou le Chat botté et Les Fées. Il ne s'agit pas d'une édition dans le public mais d'une diffusion privée dans le cercle de la cour de Versailles.
- 1697 : parution des Histoires ou contes du temps passé avec des moralités. Le recueil est précédé d'une épître dédicatoire signée Pierre Darmancour et d'un frontispice d'Antoine Clouzier. Il est accompagné d'illustrations et est augmenté de trois nouveaux contes en prose : Cendrillon ou la Petite Pantoufle de verre, Riquet à la houppe et Le Petit Poucet. Les cinq contes précédents subissent des remaniements.

Ce corpus de contes en prose est lui en revanche mis à distance par Perrault.

## Le style
Les récits, empruntés à la tradition populaire, présentent un style charmant, où le réel se mêle agréablement au merveilleux, personnifié par les fées et d'autres personnages-types. La rédaction est simple et naïve, et perce par endroits la spirituelle malice de l'auteur. Mais derrière la fraîcheur de style, les contes mettent en œuvre une somme de violence et de cruauté, aussi bien physique que psychique.

### Les personnages-types
Grâce à leurs caractéristiques très reconnaissables et très faciles à mémoriser, les personnages des contes de Perrault sont des stéréotypes comportementaux. En voyant vivre ces personnages dans un monde imaginaire simplifié, l'enfant fait l'expérience de relations qu'il n'a pas encore eu l'occasion de vivre, ou qu'on lui souhaite de ne pas vivre. De ce fait, les personnages de conte ont donné lieu à de multiples interprétations liées à la morale et, plus récemment, à la psychanalyse. Les psychanalystes de langue allemandes (ou anglaises) tels que Sigmund Freud (références très ponctuelles), puis Bruno Bettelheim ("Psychanalyse des contes de fées"), se sont surtout intéressés aux versions des frères Grimm. Leur analyse se focalise préférentiellement sur l'enfant héros du récit. On trouvera en revanche dans l'ouvrage "Les contes de Perrault sur le divan" (Pierre Sultan) une étude orientée sur les adultes des contes de Perrault, qui développe leur rôle de protecteurs ou de prédateurs.

#### L'Ogre

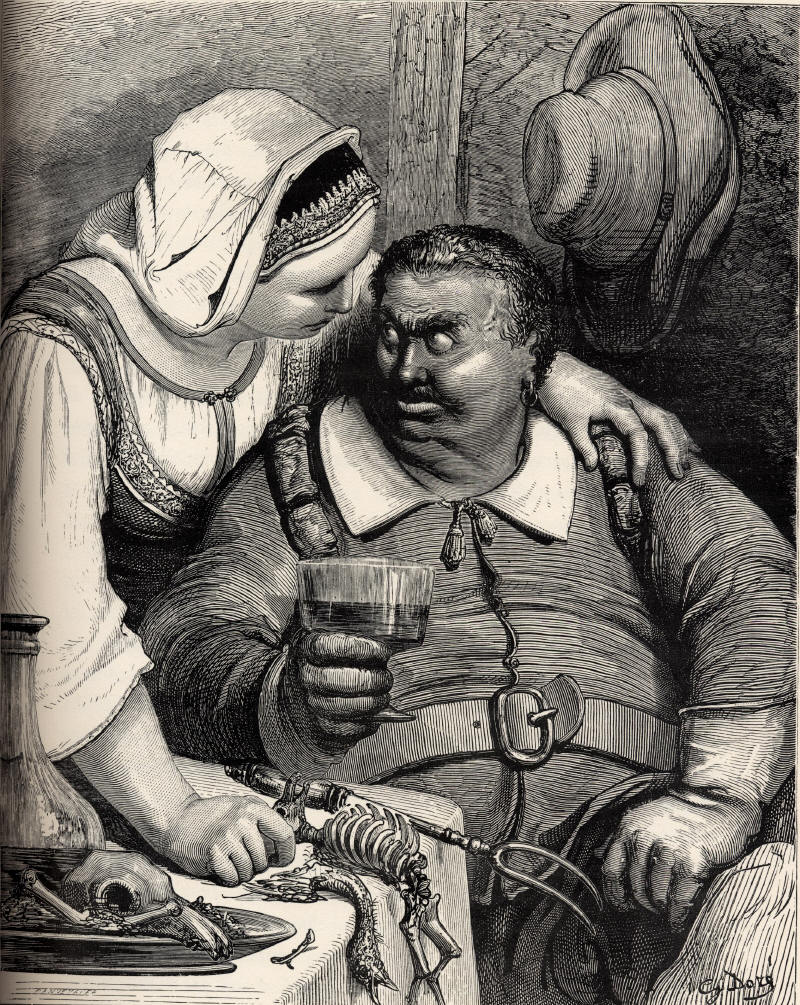
L'Ogre du Petit Poucet et sa femme.

L'Ogre et l'Ogresse sont des personnages néfastes des contes. Ces êtres tout-puissants n'ont qu'un seul objectif : dévorer le héros. Par leur faim insatiable, ils symbolisent la pulsion orale destructrice et brutale. L'Ogre représente également la figure du père qu'il faut dépasser et abattre pour devenir un adulte.
À la différence du loup, qui mange le Petit Chaperon rouge, les ogres de Perrault sont tous bernés et aucun ne parvient à manger le héros : l'Ogre du Petit Poucet dévore ses propres filles par méprise, l'Ogresse de La Belle au Bois dormant est dupée par son maître d'hôtel et mange du gibier au lieu de sa bru et de ses petits-enfants, quant à l'Ogre du Chat botté, il se change en souris et se fait lui-même manger par le rusé félin.

#### La vieille fée
La vieille fée, marraine hostile à l'enfant, incarne la mère abusive et se confond parfois avec le personnage de la marâtre, qui détourne l'affection du père. Elle s'oppose au héros et souhaite sa perte : symbole de régression, elle entrave son développement ou souhaite tout simplement sa mort, comme dans La Belle au bois dormant.

#### La Princesse, le Prince

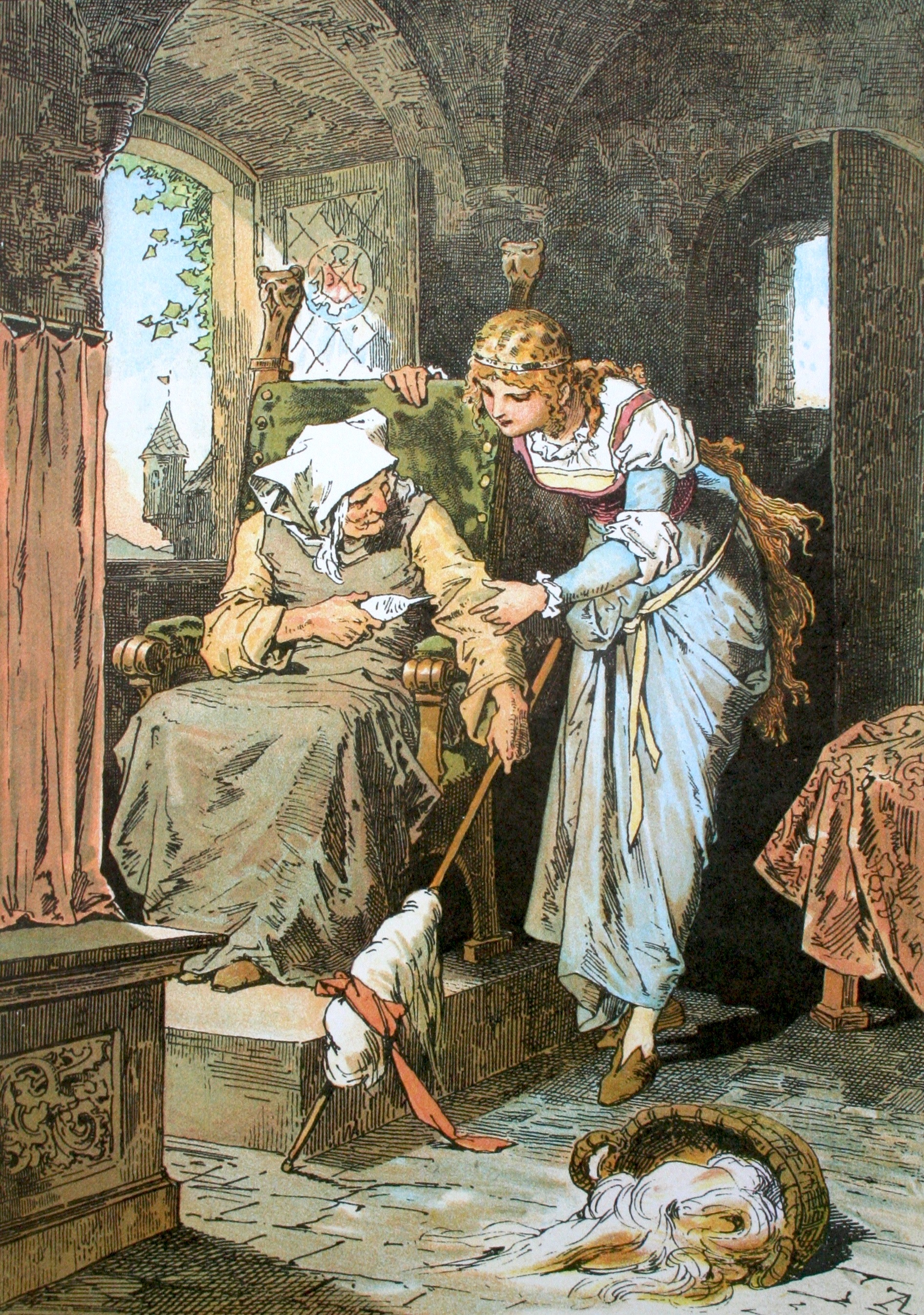
La Belle au bois dormant
« Cette bonne femme n'avait point ouï parler des défenses que le roi avait faites de filer le fuseau ».
Illustration d'Alexander Zick.

La princesse n'est pas encore initiée à l'amour. Elle doit passer par le stade de la puberté. La Belle au bois dormant saigne en se piquant sur un fuseau, mais doit observer une période de latence, symbolisée par le sommeil de cent ans, avant d'être sexuellement mature. De plus, la jeune femme ne tente jamais de se rebeller contre son destin, elle attend patiemment que quelqu'un (en règle générale la fée marraine) lui dicte ce qu'elle doit, ou ne doit pas faire. Le prince surmonte les obstacles qui le séparent de la princesse puis finit par l'épouser. Ce dernier, enfermé dans le stéréotype du jeune homme vaillant et romanesque, semble plus être la récompense de la princesse qu'un personnage à part entière.

#### La fée marraine
La fée marraine est le mentor du héros, figure maternelle protectrice qui assiste l'enfant. Personnage auxiliaire, elle soutient le héros dans sa quête. Elle l'aide à réaliser ses souhaits grâce à ses dons ou en lui donnant un objet aux pouvoirs surnaturels, comme une baguette aux pouvoirs magiques, qui lui permettra de vaincre les personnages néfastes.

#### Le Loup

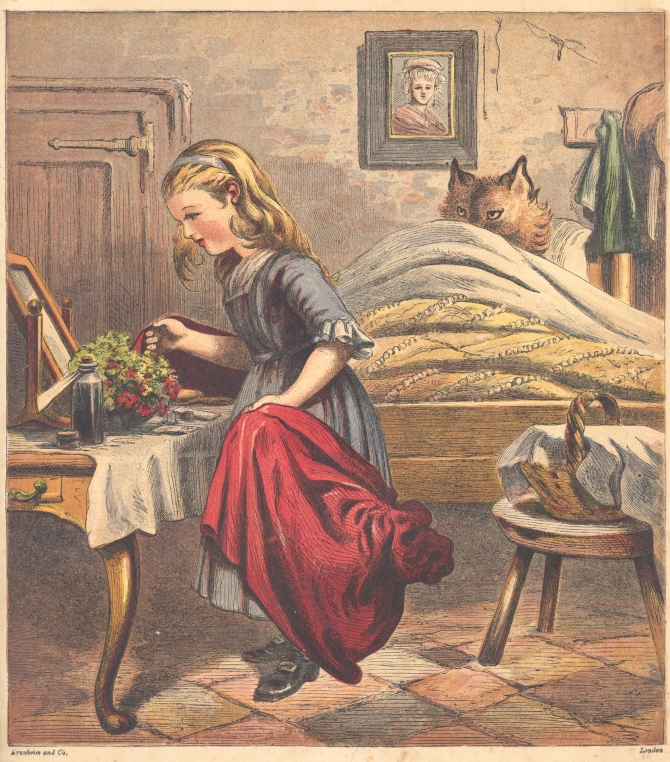
Le loup attendant le Petit Chaperon rouge.
Illustration d'une édition hollandaise parue en 1868.

Le Loup est omniprésent dans les contes de fées occidentaux. Sa quasi-disparition n'a en rien anéanti sa force symbolique car, animal de la forêt, il incarne nos peurs nocturnes. Une certaine critique lui accorde volontiers l'image du père séducteur et du désir sexuel inavoué, par exemple dans Le Petit Chaperon Rouge. Mais, dans ce dernier conte, le loup et la forêt peuvent aussi représenter plus banalement les dangers que l'enfant doit affronter seul (mais muni des sages recommandations de sa mère) lorsqu'il quitte la sécurité de son foyer. Ces dangers peuvent effectivement prendre la forme d'un prédateur sexuel. Dans le Petit Chaperon Rouge, il peut être caractérisé comme un homme : par exemple, il marche sur ses deux pattes arrière, comme on le voit sur les illustrations de Gustave Doré.
Dans les traditions populaires africaines, le Crocodile a la même fonction que le Loup. Dans les contes asiatiques, c'est le Tigre qui est la figure animale la plus commune. Moins rusé que le Loup, il reste celui qu'il faut vaincre pour pouvoir acquérir la sagesse.

### Les rapports familiaux

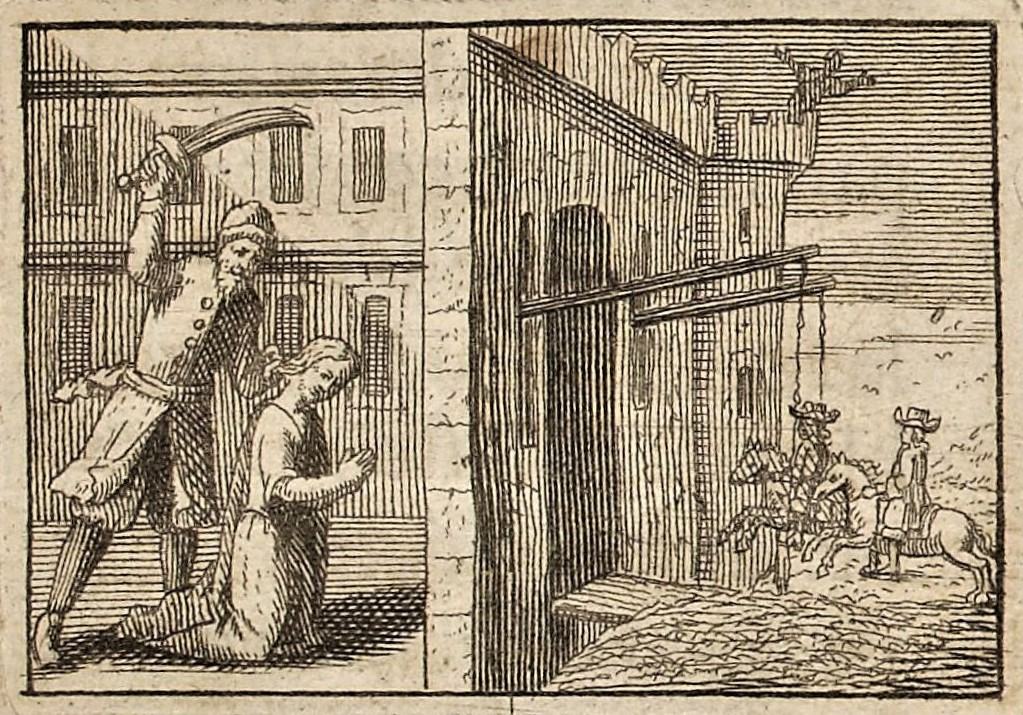
Barbe bleue s'apprête à égorger son épouse, mais ses frères accourent à cheval pour la sauver ; on distingue sœur Anne au sommet de la tour.
Gravure d'Antoine Clouzier ornant l'édition originale des Contes de ma mère l'Oye, Paris, chez Barbin, 1697.

La cruauté des rapports familiaux décrits dans les contes est un trait saillant des récits.

#### Le mariage et le remariage
Le mariage est souvent la conclusion heureuse des contes. Mais dans certains cas, la situation est toute différente : dans la Barbe bleue, il devient le cauchemar de la jeune épouse lorsqu'elle découvre les cadavres des femmes précédentes qui avaient mystérieusement disparu, dans Griselidis, l'autorité du mari est celle d'un tyran.
Les cas de remariage sont fréquents à l'époque de Perrault, en raison notamment du nombre élevé de jeunes femmes qui meurent en couches. Les belles-mères des contes se conduisent de la pire des façons envers les enfants : la marâtre de Cendrillon l'exploite comme une esclave et le père laisse faire. L'Ogresse, belle-mère de la Belle au bois dormant, ne souhaite plus qu'une chose une fois son fils éloigné : manger sa bru et ses petits-enfants à la sauce Robert !

#### Les parents
Les parents sont au mieux irresponsables ou incapables de protéger leurs enfants. La mère du Petit chaperon rouge n'hésite pas à l'envoyer dans une forêt pleine de dangers, les parents du Petit Poucet perdent leurs sept fils dans la forêt, l'Ogre égorge ses filles par méprise. Les parents de la Belle au bois dormant oublient d'inviter au baptême la fée la plus susceptible, quant au père de Peau d'Âne, il ne montre aucun scrupule à vouloir épouser sa propre fille.

#### La fratrie
Aucune solidarité n'existe non plus entre frères et sœurs, la jalousie et l'exploitation du plus faible sont la règle. Le Petit Poucet est le souffre-douleur de la famille. Dans Les Fées, l'héroïne est taillable et corvéable à merci, quant à Cendrillon, elle est humiliée par les deux filles de sa marâtre. Seule sœur Anne assiste l'héroïne, l'infortunée épouse de la Barbe bleue.

### Les objets magiques
De trois sortes, ils servent à faire soit le bien, soit le mal, ou les deux, selon qui les détient.
La baguette ne fait que le bien. Son usage est réservé aux fées marraines. Celles-ci s'en servent au bénéfice exclusif de leurs filleules Peau d'âne, la Belle au bois dormant et Cendrillon pour les aider à surmonter leurs épreuves.
Les bottes de sept lieues présentent une certaine ambiguïté : elles peuvent en effet aider à faire le bien ou le mal, selon qu'elles sont portées par le héros ou un personnage néfaste.
La clef fée enfin, pièce à conviction de la Barbe bleue, est quant à elle le seul objet entièrement néfaste du recueil, trahissant la jeune épouse désobéissante.

## Adaptations
- De nombreux contes ont été adaptés au théâtre et au cinéma, entre autres par les studios Disney ou Jim Henson. En 1960 Jules Bass a réalisé le long-métrage d'animation Wacky World of Mother Goose[25]
- Maurice Ravel a composé une œuvre intitulée Ma mère l'Oye, suite pour piano à quatre mains, orchestrée par la suite et transformée en ballet.
- Jacques Demy a réalisé Peau d'âne en 1970, adaptation pour le cinéma du conte de Perrault
- Ferdinand Hérold puis Tchaïkovsky ont composé tour à tour un ballet inspiré de l'histoire de La Belle au Bois Dormant.
- Cendrillon a été adapté au théâtre lyrique à plusieurs reprises. Parmi ces adaptations, les plus remarquables sont la comédie mêlée d'ariettes Cendrillon (1759) de Louis Anseaume et Jean-Louis Laruette, l'opéra-comique éponyme (1810) de Nicolas Isouard, l'opera buffa La Cenerentola de Jacopo Ferretti et Rossini, et enfin l'opéra-féerie Cendrillon (1899) d'Henri Cain et Jules Massenet.
- Hélène Guétary a réalisé une adaptation de Cendrillon et La Barbe bleue (complétée par Blanche-Neige des frères Grimm) interprétée par des animateurs de France 2. Cette série a été diffusée sur cette même chaîne.
- Isabelle Aboulker, compositrice française de style néo-tonal, a aussi composé un opéra à partir de la Barbe bleue, et interprété par la maîtrise Saint Joseph de Lectoure.

### Textes intégraux sur Wikisource
Charles Perrault
- Les Contes de ma Mère l'Oye, éditions Barbin, 1697
- Contes du temps passé, édition Léon Curmer de 1843
- Les Contes de ma Mère l'Oye, version moderne

Charles Deulin
- Les Contes de ma mère l’Oye avant Perrault (1878)